# Linia kolejowa Ferrara – Rimini
Linia kolejowa Ferrara-Rimini – państwowa linia kolejowa, która łączy Ferrarę, na linii Padwa - Bolonia, z Rimini, na linii Bolonia - Ankona, przez Rawennę: linia przebiega w całości w regionie Emilia-Romania.
Linia jest zarządzana przez RFI S.p.A. Jest to linia jednotorowa i jest zelektryfikowana napięciem 3000 V prądu stałego. Regionalne przewozy pasażerskie są prowadzone wspólnie przez Trenitalia i Ferrovie Emilia Romagna.